# Ensitellops tabula
Ensitellops tabula is een tweekleppigensoort uit de familie van de Basterotiidae. De wetenschappelijke naam van de soort is voor het eerst geldig gepubliceerd in 1953 door Olsson & Harbison.